# Назаренко Олександр Григорович
Олександр Григорович Наза́ренко (9 червня 1926, Війтівці — 18 березня 2015, Вінниця) — український живописець; член Вінницької організації Спілки художників України з 1976 року. Заслужений художник України з 2009 року. Батько художника Олександра Назаренка.

## Біографія
Народився 9 червня 1926 року в селі Війтівцях (нині Вінницький район Вінницької області, Україна) у селянській сім'ї. Протягом 1944—1950 років навчався у художній студії в Москві в Івана Косміна, у 1951 році — у художній студії у Вінниці в Аркадія Сороки.
Упродовж 1951—2004 років працював у Вінницьких художньо-виробничих майстернях Художнього фонду України. Мешкав у Вінниці в будинку на вулиці Пушкіна, № 2, квартира № 2. Помер у Вінниці 18 березня 2015 року.

## Творчість
Працював у галузі станкового живопису, у реалістичному стилі створював тематичні та історичні картини, пейзажі, натюрморти, портрети. Серед робіт:
- «Галочка» (1962);
- «Літо» (1965);
- «Олена» (1969);
- «Солістка заслуженого ансамблю „Подолянка“ С. Крячко» (1971);
- «Медсестра Л. Ліпко» (1972);
- «У землянці» (1972);
- «Провели» (1974);
- «До рідного дому» (1975);
- «Герой Радянського Союзу Костюк» (1975);
- «Прощання» (1976);
- «Музикознавець О. Зуєв» (1979);
- «Бузок» (1980-ті);
- «Роки навчання Григрія Сковороди» (1981);
- «Доярка Н. Кравчук» (1981);
- «У шпиталі» (1985);
- «Циганка» (1986);
- «Осінній ранок» (2008);
- «Центральний парк у Вінниці» (2009);
- «Біля річки» (2010);
- «Ранок» (2011);
- «Теплий день» (2012);
- «Осінь» (2013);
- «Натюрморт із кавуном» (2014);
- «Натюрморт із динею та виноградом» (2014).

Брав участь в обласних, республіканських, всесоюзних, міжнародних мистецьких виставках з 1951 року. Персональні виставки відбулися у Вінниці у 1976, 2003—2004, 2006 роках.
Окремі роботи зберігаються у Вінницьких художньому і краєзнавчому музеях, Донецькому і Хмельницькому художніх музеях, Житомирському краєзнавчому музеї.